# 單面山

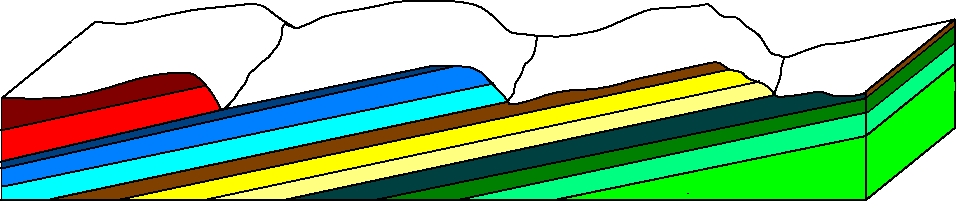
三座單面山的剖面圖，可看出平緩的一面的岩層較陡峭一面的岩層不容易受侵蝕。

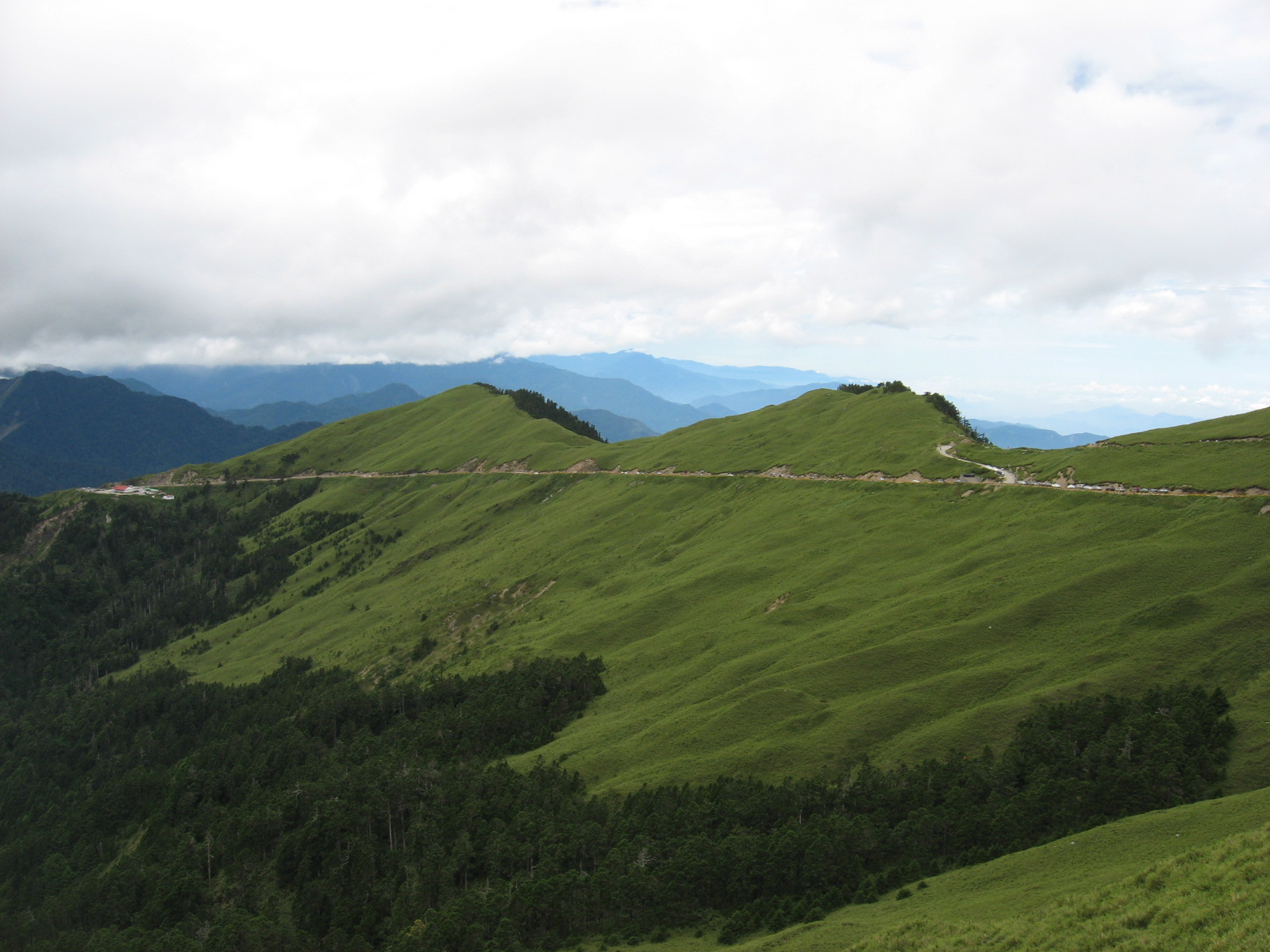
合歡山主峰呈東緩西陡，是台灣標準的單面山地形。

單面山（英語：cuesta），又稱半屏山，是用於形容地形，指一邊陡峭而另一邊緩斜的山。其通常形成的原因，原本傾斜排列的岩層，其上層岩石較硬，下層岩石較軟（岩層序列中具交替硬軟夾層即可，無需上硬下軟之分），為地質上差異，受到長時間風化作用或雨水沖刷、溪水的向源侵蝕之下（一般雨水沖刷、溪水侵蝕即可，無需向源侵蝕），致使岩層脆弱會受到較多的侵蝕，形成兩邊侵蝕速度不一的差異地景，此地景即為「單面山」。